# Windvane Hill
Windvane Hill är en kulle i Antarktis. Den ligger i Östantarktis. Nya Zeeland gör anspråk på området. Toppen på Windvane Hill är 6 meter över havet.
Terrängen runt Windvane Hill är varierad. Havet är nära Windvane Hill åt sydväst. Trakten är obefolkad. Det finns inga samhällen i närheten. 